# Codice di Aleppo

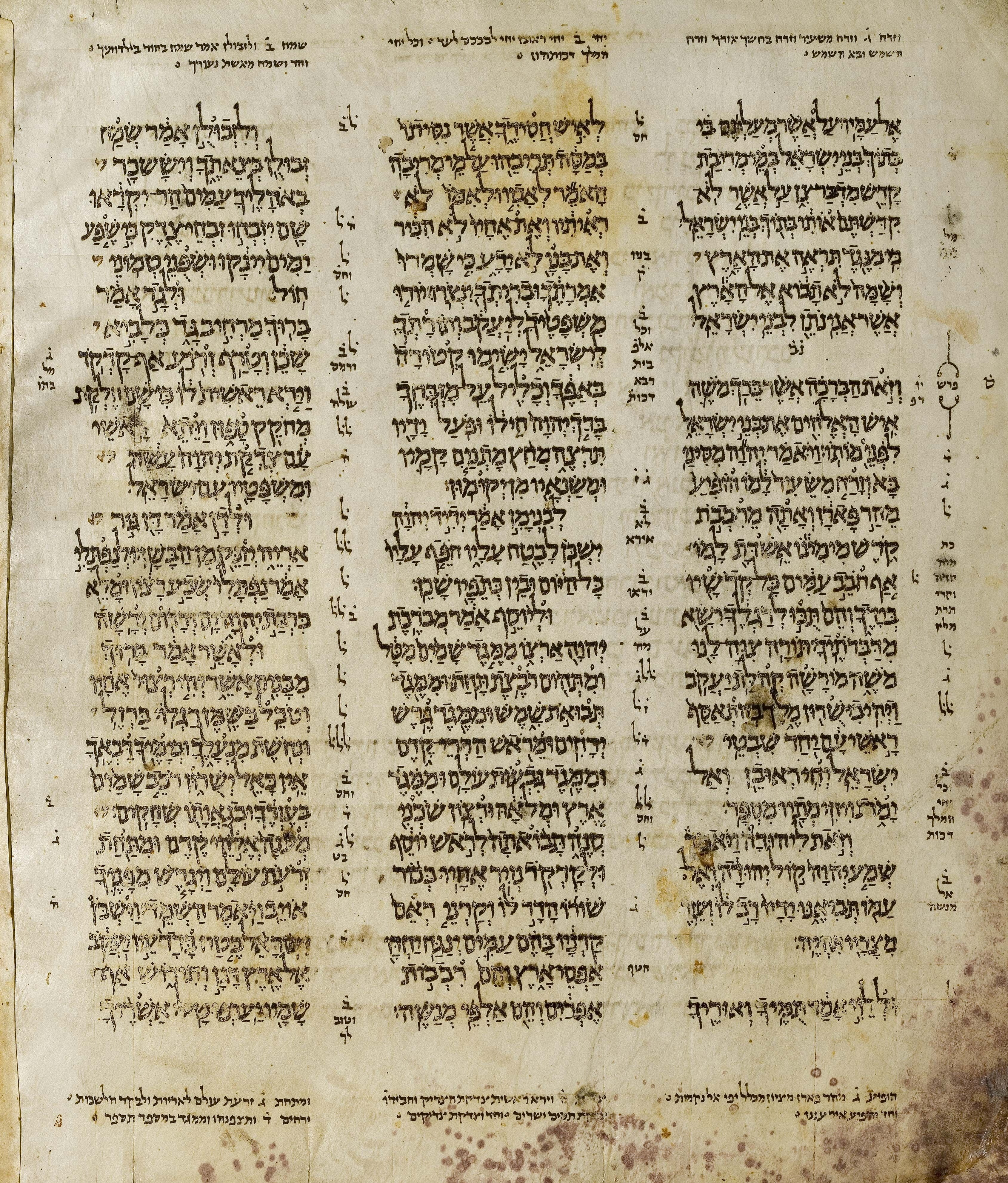
Una pagina del codice

Il codice di Aleppo (inglese Aleppo Codex, ebraico Keter Aram Tzova) è il più antico manoscritto del testo masoretico della Bibbia ebraica, mancante della Torah dal 1947. Nella sua forma attuale è composto da 295 fogli su un totale originario di 487 (secondo alcuni 480).
Le consonanti furono copiate dallo scriba Shlomo ben Buya'a in Palestina nel 925-930. Il testo venne poi verificato, vocalizzato e approvato dal caposcuola masoreta Aaron ben Moses ben Asher, operante a Tiberiade.
Il Codice di Aleppo fu consultato dal teologo ebreo Maimonide (1135-1204) per la compilazione della sua opera Hilkhot Sefer Torah (Le leggi del libro della Torah), riguardante la stesura dei testi sacri. Questo ha contribuito a rendere il manoscritto come fonte di massima autorevolezza nella tradizione religiosa ebraica, sebbene Maimonide ha citato solamente la struttura in paragrafi e altri dettagli di formattazione, e non il testo in sé.

## Contenuto
L'inizio e la fine del manoscritto sono mancanti, come anche alcune pagine intermedie. Il testo pervenutoci comincia con l'ultima parola di Deuteronomio 28,17 (ומשארתך).
In seguito sono presenti: Giosuè, Giudici, 1-2 Samuele, 1-2 Re, Isaia, Geremia, Ezechiele, Osea, Gioele, Amos, Michea, Naum, Abacuc, Sofonia, Zaccaria, Malachia, 1-2 Cronache, Salmi, Giobbe, Proverbi, Rut, Cantico dei Cantici fino alla parola בנות ציון in 3,11.
Sono completamente assenti Qoelet, Lamentazioni, Ester, Daniele, Esdra e Neemia.

## Storia
Il codice ha avuto una storia particolarmente movimentata. A metà dell'XI secolo, circa un secolo dopo la sua stesura, il testo fu acquistato dalla comunità caraita di Gerusalemme, molto probabilmente dagli eredi di Aaron ben Asher. 
In seguito (tra il 1079 e il 1099) fu portato presso la sinagoga rabbinica del Cairo, dove venne consultato da Maimonide. 
Verso la fine del XIV secolo fu portato ad Aleppo, in Siria, dove venne gelosamente custodito per secoli dalla comunità giudaica.
Negli anni venti del XX secolo, Paul Kahle, l'autore dell'edizione critica del testo masoretico Biblia Hebraica, chiese più volte di poter fotografare il manoscritto, ma senza successo.
Nel 1944 lo studioso ebreo Umberto Cassuto ottenne finalmente il permesso di poter esaminare il codice, senza però poterne fare fotografie.
Nel 1947, durante gli scontri con la comunità giudaica di Aleppo, la sinagoga fu bruciata e il prezioso manoscritto fu pesantemente danneggiato all'inizio e alla fine, conservando solo 295 pagine delle originali 487; andò persa la quasi totalità della Torah.
Nel gennaio 1958 il Codice di Aleppo fu portato a Gerusalemme, dove è attualmente conservato nell'Israel Museum e finalmente accessibile per gli studi esegetici. È stato usato come testimone fondamentale per numerose edizioni del testo biblico.